# Oestrogeen
Oestrogenen of estrogenen zijn een groep steroïdhormonen die meestal vrouwelijke hormonen genoemd worden, omdat ze een belangrijke rol spelen bij de ontwikkeling van de vrouwelijke geslachtskenmerken, het reguleren van de menstruele cyclus en bij zwangerschap. Ook in het mannelijk lichaam komen oestrogenen voor, zij het in lagere concentraties.
Oestrogenen worden bij vrouwen onder andere afgescheiden door de eierstokken. In de zwangerschap speelt de placenta een belangrijke rol in oestrogeenproductie. Verder kunnen ook vetcellen oestrogeen produceren. Oestrogenen spelen een belangrijke rol bij de lichamelijke ontwikkelingen in de puberteit, zoals de groei van de baarmoeder en vagina en het groter worden van de borsten en de genitaliën. Oestrogenen zijn van belang voor het soepel houden van de vagina, en voor de productie van het cervix-slijm (dat weer van invloed is op de activiteit en levensduur van zaadcellen die de vagina binnen komen).
Bij mannen is het nog niet geheel duidelijk welke functies de oestrogenen hebben. Bij oudere vrouwen met een tekort aan oestrogenen is het risico op het ontwikkelen van osteoporose verhoogd. Bij jongens kan een toename van oestrogeen in de puberteit borstgroei veroorzaken. Dit wordt gynaecomastie genoemd.
Een teveel aan oestrogeen kan bij zowel mannen als vrouwen het seksueel verlangen remmen.
Bij vogels veroorzaken oestrogenen aanmaak van mergbot dat een belang heeft in de eileg.

## Types oestrogenen

### Steroïdale oestrogenen
De belangrijkste natuurlijke oestrogenen zijn oestradiol (vooral in vruchtbare vrouwen), oestriol (vooral in zwangere vrouwen) en oestron (vooral in vrouwen na de menopauze). Deze oestrogenen hebben een steroïdstructuur en het lichaam maakt ze aan vanuit androgenen met behulp van enzymen.

### Niet-steroïdale oestrogenen
Heel wat natuurlijke en synthetische stoffen bezitten oestrogene activiteit.
Synthetische stoffen die dergelijke activiteit vertonen noemt men xeno-oestrogenen. Voorbeelden hiervan zijn bisfenol A en ftalaten. Oestrogene stoffen afkomstig uit planten worden fyto-oestrogenen genoemd en oestrogenen geproduceerd door schimmels heten myco-oestrogenen.
Deze types oestrogenen hebben meestal geen steroïdale structuur.